# Dennis Borkowski
Dennis Borkowski (* 26. Januar 2002 in Riesa) ist ein deutscher Fußballspieler. Der Stürmer spielt für den MSV Duisburg und ist Nachwuchsnationalspieler.

## Karriere

### Verein
Borkowski startete seine Karriere in der Jugend der BSG Stahl Riesa. Im Alter von 13 Jahren folgte schließlich der Wechsel in die Jugendabteilung des Bundesligisten RB Leipzig. Borkowski durchlief von da an alle Mannschaften bis zur A-Jugend. Dort bewies er sich zuletzt als Torjäger, indem er in 16 A-Junioren-Bundesliga-Spielen 11 Treffer erzielte. In der vorhergehenden Saison 2018/19 der B-Junioren-Bundesliga traf er 19-mal in 22 Spielen.
Im Mai 2020 stattete RB Leipzig Borkowski mit einem Profivertrag bis zum 30. Juni 2023 aus, der ein Jahr später nochmals bis Sommer 2025 verlängert wurde. Am 34. Spieltag der Saison 2019/20 debütierte er beim 2:1-Auswärtssieg gegen den FC Augsburg in der Bundesliga. Dabei wurde er von Trainer Julian Nagelsmann in der 82. Minute für Timo Werner aufs Feld geschickt. Borkowski wurde damit der erste in der Jugendabteilung von RB Leipzig ausgebildete Spieler, der in der Bundesliga eingesetzt wurde.
Im Winter der Zweitligasaison 2020/21 wurde Borkowski vom 1. FC Nürnberg für anderthalb Jahre auf Leihbasis verpflichtet und folgte damit Mitspieler Tom Krauß und Robert Klauß, dem neuen Cheftrainer des Club, der ihn bereits zuvor in diversen Leipziger Jugendmannschaften und als Co-Trainer bei den Profis trainiert hatte. In der laufenden Saison konnte Borkowski in 13 Einsätzen drei Tore beisteuern.
Im Sommer 2022 wurde er für zunächst eine Saison an Dynamo Dresden verliehen, der Leihvertrag wurde jedoch um ein weiteres Jahr verlängert.
Zur Saison 2024/25 kehrte Borkowski nicht mehr nach Leipzig zurück, sondern wechselte innerhalb der 3. Liga zum FC Ingolstadt 04.
Im Sommer 2025 wechselte er zum MSV Duisburg.

### Nationalmannschaft
Seit 2017 spielt Borkowski für Juniorenauswahlen des DFB. Sein erstes Spiel absolvierte er für die U16 am 3. Oktober 2017 beim 1:0-Sieg gegen die U16 von Belgien. Sein Debüt für die deutsche U19-Auswahl gab er am 3. September 2020 im Freundschaftsspiel gegen Polen.